# Terrance Ferguson
Terrance Eugene Ferguson Jr. (nascido em 17 de maio de 1998) é um americano jogador de basquete profissional do New York Knicks da National Basketball Association (NBA).
Ele concluiu o ensino médio na Advanced Preparatory International em Dallas, Texas, onde foi um dos 20 melhores jogadores da classe de 2016. Ferguson fez compromissos com Alabama e Arizona antes de decidir jogar no exterior na temporada de 2016–17.
Ele foi selecionado pelo Oklahoma City Thunder como a 21ª escolha geral no Draft da NBA de 2017.

## Carreira no ensino médio
Nascido em Tulsa, Oklahoma, Ferguson mudou-se para Dallas, Texas quando jovem e matriculou-se na Prime Prep Academy. Ele se juntou ao time de basquete da escola e foi comandado pelo técnico Ray Forsett. Como calouro em 2012–13, Ferguson teve média de 10 pontos por jogo e ajudou sua equipe a um chegar a um recorde de 38–2, o título do Torneio da Divisão I da NACA de 2013 e as semifinais do National High School Invitational de 2013. Ele foi eleito como MVP e para a Primeira-Equipe do Torneio da NACA.
Em janeiro de 2015, na metade de seu primeiro ano na Prime Prep Academy, a escola fechou em meio a alegações de roubo e manuseio incorreto de fundos. Em setembro de 2015, uma nova instituição conhecida como Advanced Preparatory International foi aberta no lugar da Prime Prep. O treinador Ray Forsett posteriormente juntou-se ao Advanced Prep, enquanto quatro jogadores, incluindo Ferguson, passaram da Prime Prep com Forsett para jogar na Advanced Prep em 2015-16.
Em seu último ano no ensino médio, Ferguson foi classificado como o 11ª melhor jogador da classe de 2016 pela ESPN 100. Ele teve médias de 17,0 pontos, 3,5 rebotes e 2,0 assistências na Advanced Prep em 2015-16, ganhando uma viagem para o McDonald's All-American Game. Como titular do time Leste, ele marcou 10 pontos em uma derrota por 114-107 para o Oeste.
Em 9 de abril de 2016, ele marcou 21 pontos, todos em cestas de três pontos, para ajudar o USA Junior National Select Team a derrotar o World Select Team por 101-67 no Moda Center. Foi a vitória mais desigual da história do Nike Hoop Summit. As sete cestas de 3 pontos de Ferguson quebraram o recorde do Nike Hoop Summit de cestas de três pontos; o recorde anterior era compartilhado por Xavier Henry (2009) e Casey Jacobsen (1999). Ele posteriormente recebeu o prêmio de MVP. Antes do Nike Hoop Summit, Ferguson ostentava um recorde de 19-0 com o Team EUA; ele fez 20-0 com a vitória dos EUA na Summit. Em 30 de abril, ele ganhou o concurso de enterrada da Ballislife All-American Game após realizar uma enterrada na linha de lance livre.

### Recrutamento
Em janeiro de 2015, o técnico Rick Pitino, da Universidade de Louisville, começou a recrutar Ferguson intensamente. Outras equipes que mostraram interesse nele na época foram Kansas, Baylor, Oklahoma State, Oklahoma, Arizona, Carolina do Norte, Wichita State, Iowa State, UCLA, Wake Forest, Arkansas e Maryland.
Em agosto de 2015, ele se comprometeu a jogar por Alabama em 2016–17. No entanto, ele nunca assinou uma carta de intenções e quando o período de assinatura antecipada passou em novembro sem a assinatura de Ferguson, outras universidades começaram a contatá-lo. Isso o levou a se retirar de Alabama em 1º de março de 2016.  Em 13 de abril, ele se comprometeu com Arizona no primeiro dia do período de assinatura da primavera, mas não assinou uma carta de intenções apesar das indicações de que o faria, acabando por assinar papéis de ajuda financeira não vinculativos.
Seu compromisso com Arizona durou até o início de junho, quando surgiram rumores de que Ferguson havia decidido jogar no exterior na temporada de 2016-17. Em 6 de junho, a Austrália foi considerada o destino mais provável, com rumores de que o Adelaide 36ers estava perto de formalizar um acordo com Ferguson. No final do mês, ele informou ao técnico dos Wildcats, Sean Miller, sua decisão de buscar oportunidades profissionais em vez de ir para Arizona.

## Carreira profissional

### Adelaide 36ers (2016–2017)
Em 1 de julho de 2016, Ferguson assinou com o Adelaide 36ers para a temporada 2016–17 da NBL.
Em 7 de outubro de 2016, ele fez sua estreia pelos 36ers na abertura da temporada contra o Illawarra Hawks. Em 17 minutos, ele marcou 10 pontos na derrota de 122-88. Em 14 de outubro de 2016, ele marcou 13 pontos em uma derrota por 98-87 para o Melbourne United. Em 24 de outubro de 2016, ele foi suspenso por dois jogos após o jogo da terceira rodada do 36ers contra os Cairns Taipans em 21 de outubro. O incidente ocorreu durante o primeiro quarto e envolveu o jogador dos Taipans, Mark Worthington. Em 19 de janeiro de 2017, ele marcou 13 pontos na vitória por 101-68 sobre o Brisbane Bullets.
Os 36ers terminaram a temporada regular em primeiro lugar com um recorde de 17-11, mas foram eliminados nas semifinais pelo Illawarra Hawks, perdendo a série por 2-1. Ferguson jogou em 30 dos 31 jogos do time em 2016-17, com médias de 4,6 pontos e 1,2 rebotes em 15,2 minutos.
Após a conclusão da temporada, ele voltou aos EUA para iniciar os preparativos para o Draft da NBA de 2017.

### Oklahoma City Thunder (2017–2020)
Em 22 de junho de 2017, Ferguson foi selecionado pelo Oklahoma City Thunder como a 21ª escolha geral no Draft de 2017. Em 29 de julho de 2017, ele assinou seu contrato de novato com o Thunder.
Em 14 de novembro de 2017, ele foi designado para o Oklahoma City Blue da G-League. Ele foi chamado de volta no dia seguinte. Em 3 de janeiro de 2018, em seu primeiro jogo como titular da carreira, ele marcou 24 pontos na vitória por 133-96 sobre o Los Angeles Lakers.

### Philadelphia 76ers (2020–2021)
Em 8 de dezembro de 2020, Ferguson, junto com Danny Green e Vincent Poirier, foram negociados com o Philadelphia 76ers.

### New York Knicks (2021–Presente)
Em 25 de março de 2021, Ferguson foi negociado com o New York Knicks em uma negociação que também envolveu o Oklahoma City Thunder.

## Carreira da seleção nacional
Ferguson foi membro da Seleção Americana Sub-16 dos EUA, que registrou um recorde de 5-0 a caminho do ouro na Copa América Sub-16 de 2013 em Maldonado, Uruguai. Ele jogou em todos os cinco jogos e teve médias de 5,8 pontos, 3,8 rebotes e 2,0 assistências. No ano seguinte, ele foi membro da equipe americana que disputou o Campeonato Mundial Sub-17 em Dubai e alcançou um recorde de 7-0 e a medalha de ouro. Ferguson jogou em todos os sete jogos e teve médias de 9,0 pontos, 1,3 rebotes e 1,6 assistências.
Em julho de 2015, Ferguson ganhou sua terceira medalha de ouro depois de ajudar a equipe dos EUA a vencer o Campeonato Mundial Sub-19 de 2015 em Heraklion, Grécia. Ele jogou em todos os sete jogos e teve médias de 6,1 pontos, 1,6 rebotes e 1,0 assistências.

## Estatisticas

### NBA

#### Temporada regular
| Ano      | Equipe        | PJ  | PT  | MPJ  | AP   | 3P   | LL   | RT  | AS  | BR  | TO  | PPJ |
| -------- | ------------- | --- | --- | ---- | ---- | ---- | ---- | --- | --- | --- | --- | --- |
| 2017–18  | Oklahoma City | 61  | 12  | 12.5 | .414 | .333 | .900 | .8  | .3  | .4  | .2  | 3.1 |
| 2018–19  | Oklahoma City | 74  | 74  | 26.1 | .429 | .366 | .725 | 1.9 | 1.0 | .5  | .2  | 6.9 |
| 2019–20  | Oklahoma City | 56  | 38  | 22.4 | .355 | .292 | .750 | 1.3 | .9  | .5  | .3  | 3.9 |
| Carreira | Carreira      | 191 | 124 | 20.3 | .399 | .330 | .791 | 1.3 | 0.7 | 0.4 | 0.2 | 4.6 |

#### Playoffs
| Ano      | Equipe        | PJ | PT | MPJ  | AP    | 3P    | LL | RT  | AS  | BR  | TO  | PPJ |
| -------- | ------------- | -- | -- | ---- | ----- | ----- | -- | --- | --- | --- | --- | --- |
| 2018     | Oklahoma City | 3  | 0  | 2.0  | 1.000 | 1.000 | –  | .3  | .3  | .0  | .0  | 1.0 |
| 2019     | Oklahoma City | 5  | 5  | 25.6 | .360  | .389  | –  | 2.4 | 1.2 | 0.4 | .0  | 5.0 |
| 2020     | Oklahoma City | 4  | 1  | 10.5 | .182  | .200  | –  | 1.0 | .3  | .3  | .0  | 1.5 |
| Carreira | Carreira      | 12 | 6  | 12.7 | .513  | .529  | –  | 1.2 | 0.6 | 0.2 | 0.0 | 2.5 |

### G-League

#### Temporada regular
| Ano     | Equipe        | PJ | PT | MPJ  | AP   | 3P   | LL   | RT  | AS  | BR  | TO | PPJ  |
| ------- | ------------- | -- | -- | ---- | ---- | ---- | ---- | --- | --- | --- | -- | ---- |
| 2017–18 | Oklahoma City | 3  | 3  | 31.1 | .472 | .278 | .714 | 4.0 | 1.0 | 1.3 | .0 | 14.7 |

### NBL
| Ano     | Equipe   | PJ | PT | MPJ  | AP   | 3P   | LL   | RT  | AS | BR | TO | PPJ |
| ------- | -------- | -- | -- | ---- | ---- | ---- | ---- | --- | -- | -- | -- | --- |
| 2016–17 | Adelaide | 30 | 17 | 15.2 | .381 | .313 | .600 | 1.1 | .6 | .2 | .3 | 4.6 |

Fonte:

## Vida pessoal
Ferguson é filho de Rachelle Holdman e tem um irmão, Brandon, e uma irmã, Brittnay.